# إم كيه 14
إم كيه 14هي بندقية قنص أمريكية من عيار 7.62÷51ملم ناتو، هذه النسخة هي تطوير لبندقية ام-14 وتستخدم مع وحدات القوات الخاصة للولايات المتحدة وتستعمل لدى بحرية أمريكية ودلتا فورسس

## المستخدمين
- أستراليا: Used by the Special Air Service Regiment in anti-Taliban operations.[5][6]
- الولايات المتحدة[5]
- الفلبين: FERFRANS variant used by the Philippine National Police Special Action Force
- تايوان[بحاجة لمصدر]
- Syrian Militants: like حركة نور الدين الزنكي [7]

## معرض الصور

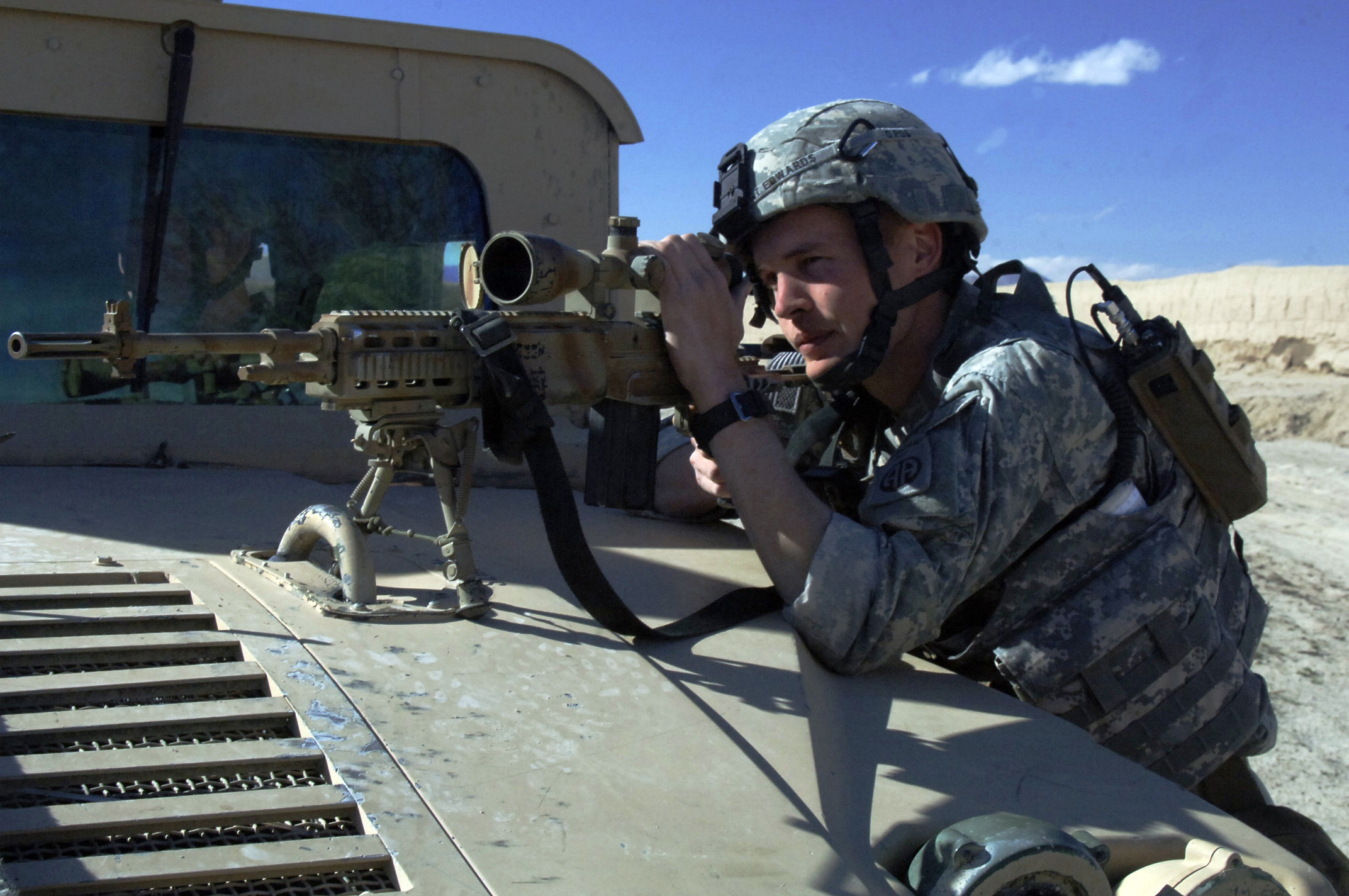
.
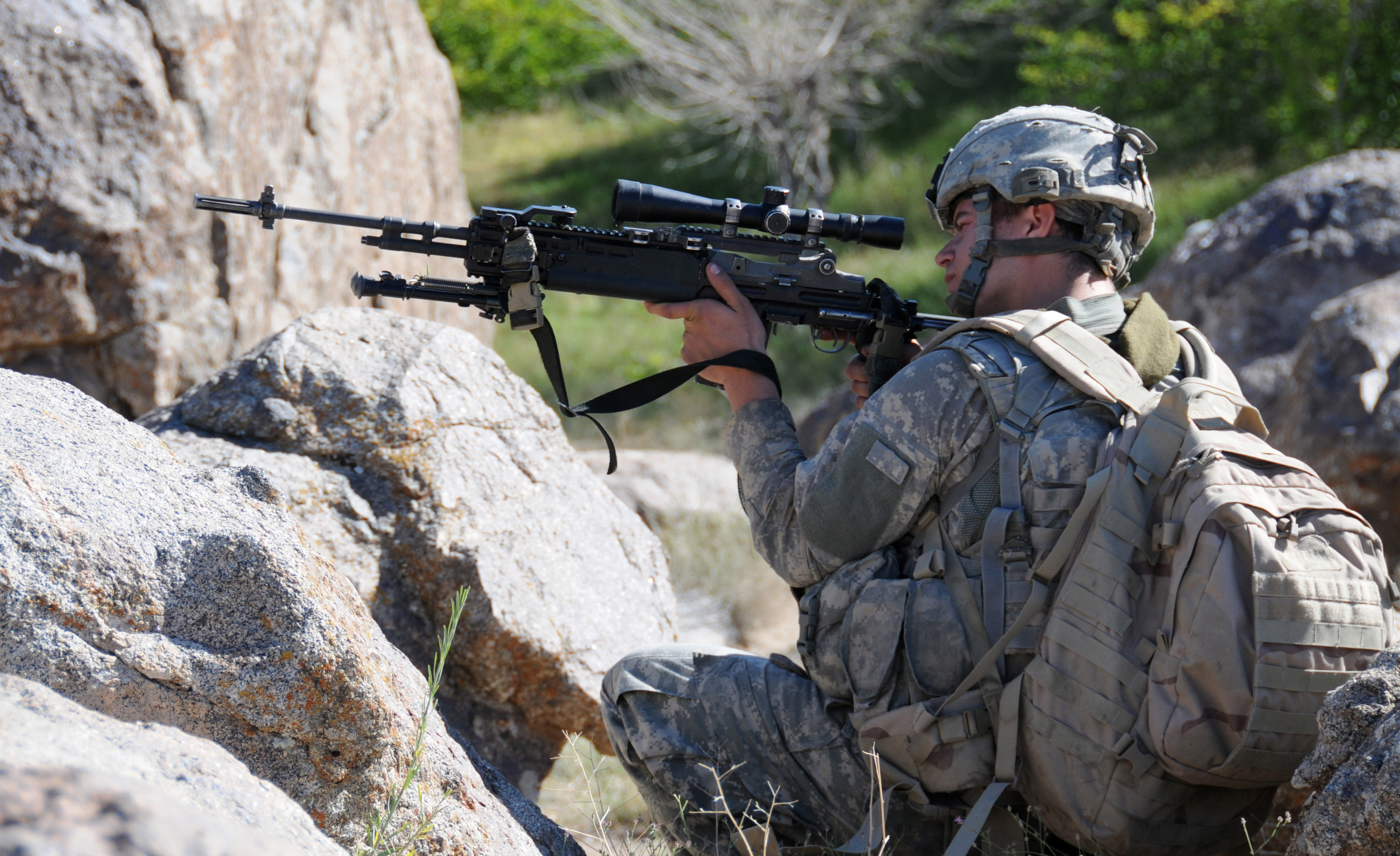
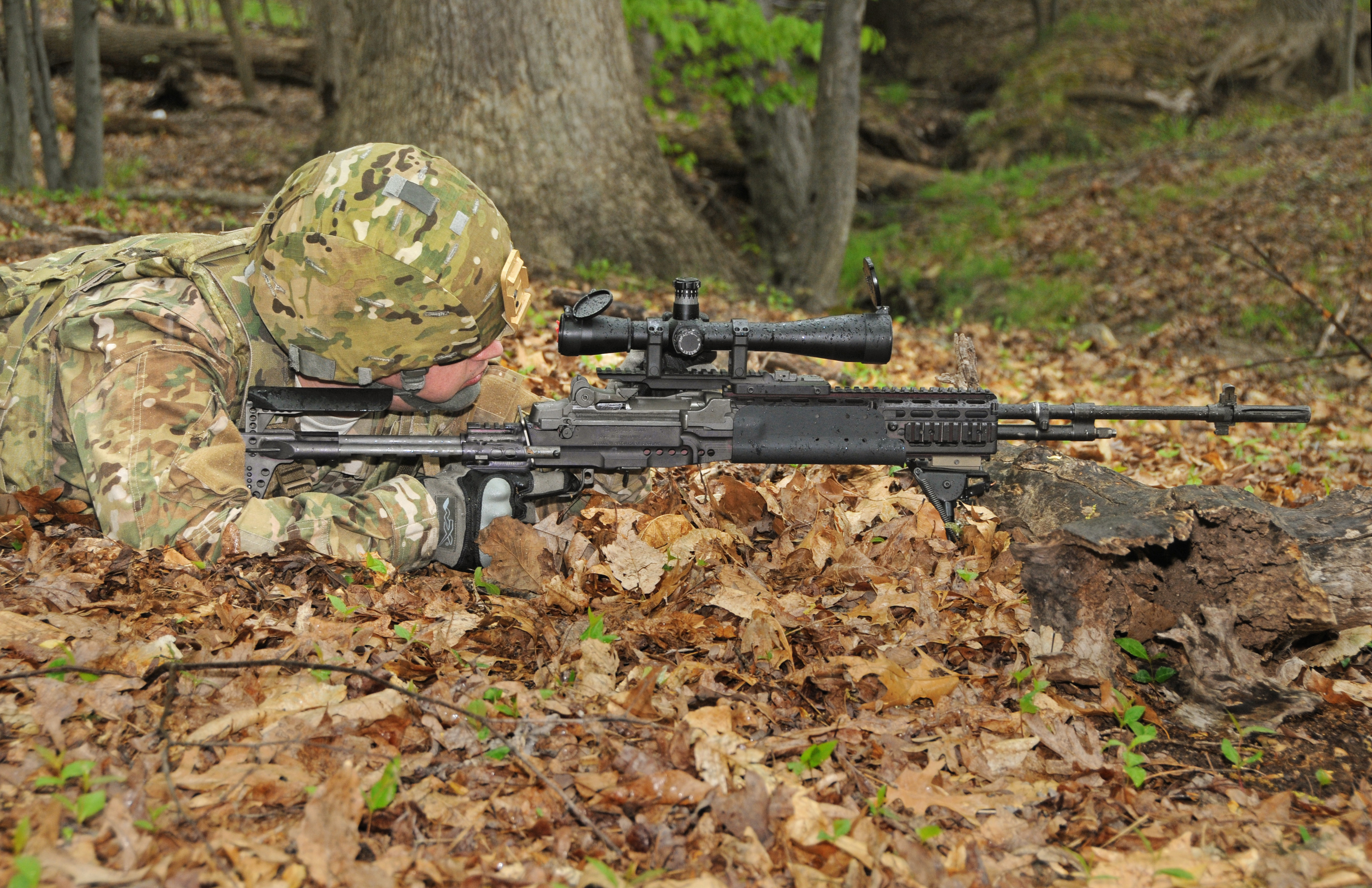
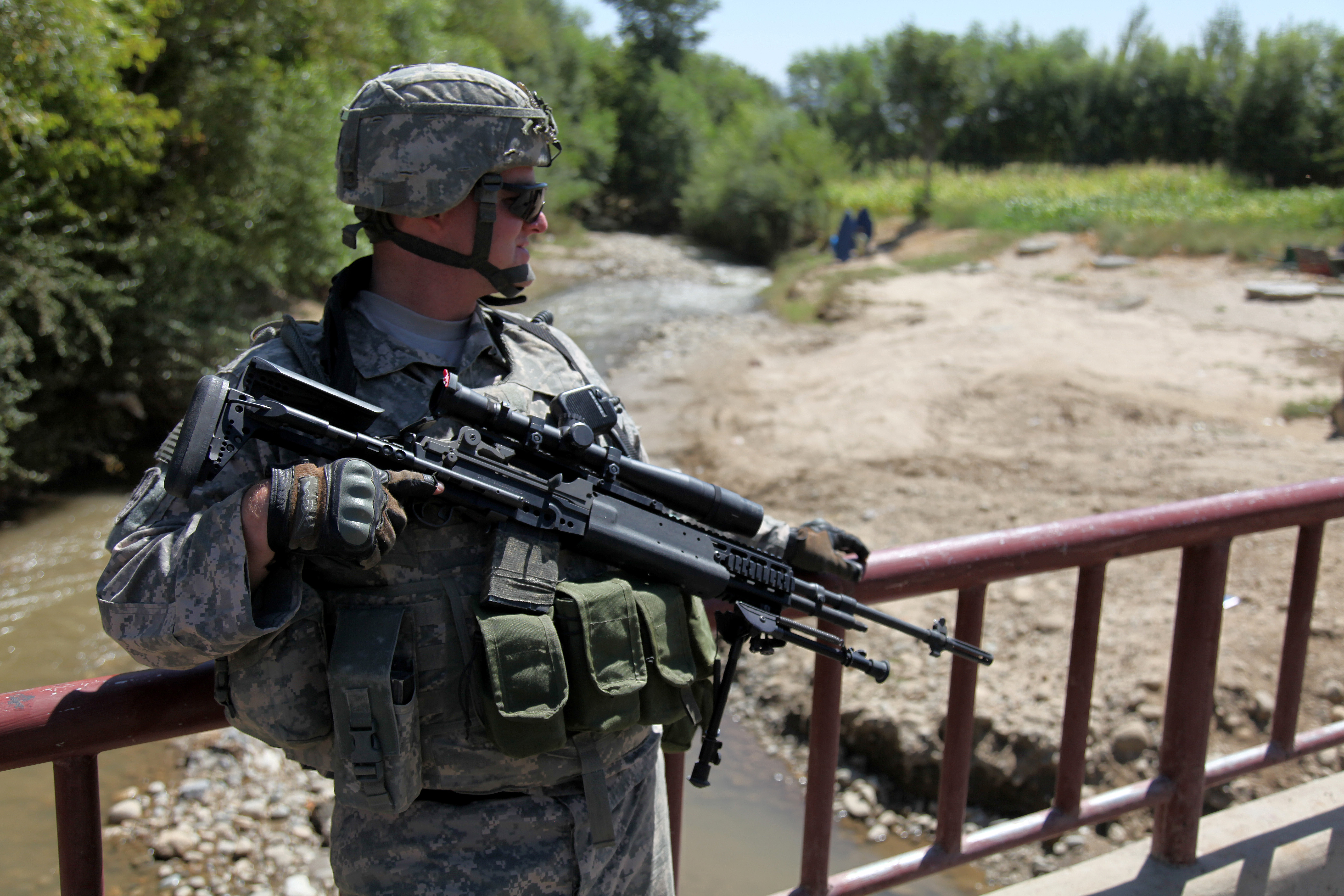
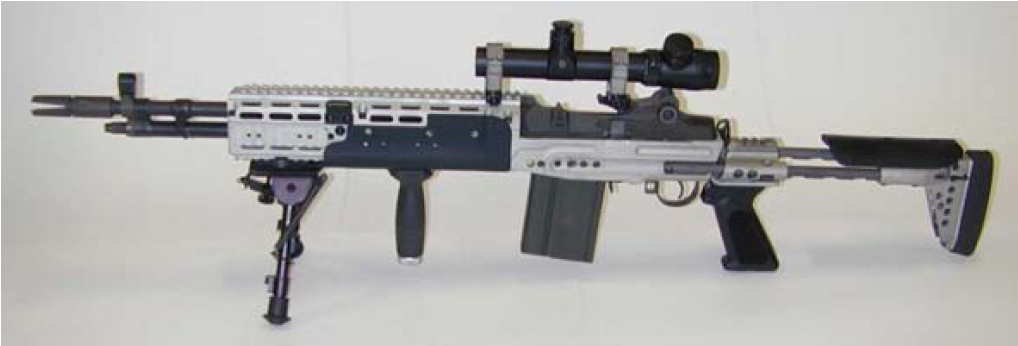
.